# Dendrobium xanthothece
Dendrobium xanthothece är en orkidéart som beskrevs av Rudolf Schlechter. Dendrobium xanthothece ingår i släktet Dendrobium och familjen orkidéer. Inga underarter finns listade i Catalogue of Life.